# Amazonas para dos aventureros
Amazonas para dos aventureros es una película de 1974 coproducida entre Colombia, Alemania e Italia, dirigida por Ernst Hofbauer y protagonizada por Raquel Ércole, Wolf Goldan, Roberto Widmark, Eduardo Olaya, Esther Farfán y Fernando Poggi. Se trata de la primera producción cinematográfica colombiana en la que se registra un desnudo en pantalla, específicamente el de la actriz Esther Farfán.

## Sinopsis
Dos jóvenes cazadores de tesoros europeos, Jim y Jeff, se encuentran en una misión en el amazonas colombiano y caen en las manos de una tribu de hermosas indígenas. Como castigo, las amazonas los castigan con extraños ritos y embates de salvaje coquetería.

## Reparto
- Raquel Ércole
- Wolf Goldan
- Roberto Widmark
- Eduardo Olaya
- Esther Farfán
- Fernando Poggi